# Флаг городского поселения Электроугли
Флаг муниципального образования «Город Электроугли Московской области» Ногинского муниципального района Московской области Российской Федерации — опознавательно-правовой знак, служащий официальным символом муниципального образования.
Ныне действующий флаг был утверждён 5 мая 2008 года и внесён в Государственный геральдический регистр Российской Федерации с присвоением регистрационного номера 4248.
Законом Московской области от 23 мая 2018 года № 68/2018-ОЗ 5 июня 2018 года все муниципальные образования Ногинского муниципального района были преобразованы в Богородский городской округ.

## Описание
30 октября 2007 года, Решением Совета депутатов № 89/28, был утверждён первый флаг городского поселения Электроугли. Описание флага гласило:

Флаг муниципального образования «Город Электроугли Московской области» представляет собой прямоугольное двухстороннее двухцветное (верхняя часть 2/3 полотнища — червлёного (красного) цвета; нижняя часть 1/3 полотнища — жёлтого цвета) полотнище с отношением ширины к длине 2:3, несущее в левом верхнем углу изображение герба муниципального образования «Город Электроугли Московской области».

Геральдический совет при Президенте Российской Федерации отклонил запрос о регистрации флага в Государственном геральдическом регистре Российской Федерации, так как флаг муниципального образования должен строиться на основе герба соответствующего муниципального образования и либо точно воспроизводить композицию герба, либо воспроизводить композицию герба с минимальной её формализацией. Также не следует допускать, чтобы на флаге было помещено изображение городского герба в щите.
После разработки Союзом геральдистов России нового дизайна флага городского поселения Электроугли, 5 мая 2008 года, Решением Совета депутатов городского поселения № 122/34, были утверждены новый рисунок и описание флага:

Прямоугольное красное полотнище с отношением ширины к длине 2:3, несущее вдоль нижнего края жёлтую полосу (в 5/18 ширины полотнища) в виде кирпичной стены с чёрными линиями швов кладки; вплотную к полосе, на основной, красной части — стилизованное изображение двух чёрных электродов с жёлтым сиянием между их концами (в соответствии с гербом города).

## Обоснование символики
Флаг муниципального образования «Город Электроугли Московской области» составлен на основании герба города Электроугли по правилам и соответствующим традициям вексиллологии и отражает исторические, культурные, социально-экономические, национальные и иные местные традиции.
Флаг языком геральдических символов отражает историю города, а также основной профиль деятельности местного населения.
Элементы флага отражают два первых предприятия города, вокруг которых вырос современный город.
Два электроугля говорят о старейшем предприятии города — заводе «Электроугли», который дал название рабочему посёлку, а затем в 1956 году городу.
Жёлтые кирпичи (здесь — огнеупорные) отражают Кудиновский комбинат керамических изделий.
Звезда с лучами в красном поле показывает то, что прожектора с электроуглями применялись в начале Берлинской операции 16 апреля 1945 года — заключительной битвы Великой Отечественной войны, что подчёркивает любовь горожан к своей Родине.
Жёлтый цвет (золото) — символ богатства, стабильности, уважения и интеллекта.
Красный цвет — символ труда, мужества, силы, красоты и праздника.
Чёрный цвет — символ мудрости, скромности, вечности.